# Elizabeth R
Elizabeth R är ett TV-drama i sex delar, producerat av BBC, som sändes i februari-mars 1971. Sändes i SVT under början av 1972.
Glenda Jackson i titelrollen porträtterade Elisabet I av England på ett med historien överensstämmande vis. 
Serien är en uppföljare till den framgångsrika Henrik VIII:s sex hustrur från 1970.  Bara Bernard Hepton som Cranmer och Rosalie Crutchley, som Katarina Parr, spelade samma roller i Elizabeth R. I serien medverkade flera välkända TV-skådespelare såsom Robert Hardy, Michael Williams, Margaretta Scott, John Woodvine, James Laurenson, Angela Thorne, Brian Wilde, Robin Ellis och Peter Egan.